# Praying for Time
«Praying for Time» — пісня, написана і виконана Джорджем Майклом. Випущена на Epic Records у Великій Британії і Columbia Records в США в 1990 році. Досягла першого рядка в Billboard Hot 100 (13 жовтня) і стала дев'ятим хітом Майкла, який досяг такого успіху; пробула на вершині тиждень. Це був останній сингл Майкла, який досяг вершини чарту в США. Станом на жовтень 2017 продажі синглу становили 140,000 копій у Британії.

### Історія створення
Пісня була записана Майклом восени 1989 року. Досягла 6 рядка в UK Singles Chart в серпні 1990 року, ставши першим релізом співака з листопада 1988.

## Версія Керрі Андервуд
«Praying for Time» — пісня, записана американською кантрі-співачкою Керрі Андервуд. 9 квітня 2008 Андервуд виконала пісню на шоу 2008 Idol Gives Back. Через 24 години пісня посіла 10 місце чарту Billboard Hot Digital Songs. 26 квітня 2008 пісня зайняла 27 місце чарту Billboard Hot 100. Всі продажі пісні пішли на пожертвування.

### Список пісень
| #  | Назва              | Тривалість |
| -- | ------------------ | ---------- |
| 1. | «Praying for Time» | 3:31       |